# Novoprokopivka, Tokmak
Novoprokopivka (în ucraineană Новопрокопівка) este localitatea de reședință a comunei Novoprokopivka din raionul Tokmak, regiunea Zaporijjea, Ucraina.

## Demografie
Componența lingvistică a localității Novoprokopivka
     Ucraineană (92,64%)
     Rusă (5,35%)
     Alte limbi (1,47%)
Conform recensământului din 2001, majoritatea populației localității Novoprokopivka era vorbitoare de ucraineană (92,64%), existând în minoritate și vorbitori de rusă (5,35%).